# Маллигатони
Маллигатони (англ. Mulligatawny) — суп южноиндийской кухни. Название происходит от тамильских слов miḷagu (மிளகு «чёрный перец») и thanneer (தண்ணீர் «вода») (буквально, «перцовая/перечная вода». Основными ингредиентами обычно являются курятина, баранина и чечевица.
Считается, что суп маллигатони был придуман во время британского правления в Индии. Рецепт был создан, чтобы удовлетворить вкусы британцев, предпочитающих нетипичный для индусов суп на первое.

## История
Маллигатони был популярен в Индии в конце XVIII века, а к XIX веку он начал появляться в кулинарных книгах того времени, причём каждый повар (или кулинарная книга) предлагал свой собственный рецепт. Рецепты маллигатони в то время и на протяжении многих лет сильно различались (например, «A New System of Domestic Cookery» Марии Ранделл содержала три версии), а более поздние версии супа включали британские модификации, допускавшие добавление мяса, хотя местный рецепт Мадраса, на котором он был основан, не включал его. Первые упоминания о нём на английском языке относятся к 1784 году. В 1827 году кулинарный автор Уильям Китчинер писал, что суп стал модным в Британии.
К середине 1800-х годов Артур Роберт Кенни-Герберт (1840—1916) под псевдонимом Виверн написал в своих популярных «Кулинарных заметках», что «действительно хорошо приготовленный муллигатуни … остался в прошлом». Он также отметил, что этот простой рецепт, приготовленный бедными туземцами Мадраса, как это делает «Мутусами», был приготовлен следующим образом:

Десертная ложка тамаринда, шесть красных перцев чили, шесть зубчиков чеснока, чайная ложка горчичного семени, соляная ложка семян пажитника, двенадцать горошин черного перца, чайная ложка соли и шесть листьев карай-паук. Когда смесь превращается в пасту, он добавляет пинту воды и кипятит её четверть часа. Пока это происходит, он режет две маленькие луковицы, кладёт их в чатти и обжаривает их в ложке топлёного масла, пока они не начнут становиться коричневыми, тогда он процеживает перечную воду в чатти и варит смесь в течение пяти минут, после чего она готова. Перечная вода, конечно, съедается с большим количеством варёного риса и сама по себе является блюдом. Англичане, взяв за основу эту простую композицию, добавили другие ингредиенты, например, курятину, баранину и т. д., загустили жидкость мукой и маслом и постепенно им удалось приготовить soupe grasse вполне приемлемого вида.

## Ингредиенты
Согласно кулинарной энциклопедии Алана Дэвидсона Oxford Companion to Food (1999), самая простая версия супа включала курятину или баранину, жареный лук и специи. Более сложные версии могут потребовать до двадцати ингредиентов. Версии, происходящие из южной Индии, обычно требуют чечевицы.
Технология приготовления: измельчённые овощи, травы и специи поджаривают на сливочном масле, заливают бульоном, добавляют отварное мясо и недолго держат на огне.